# Rudolf Linkenheil
Rudolf Linkenheil (* 14. April 1880 in Calw; † 8. November 1939 in Tübingen) war ein deutscher Politiker (FrVGG, FVP, DDP/DStP).

## Leben und Beruf
Nach dem Besuch der Volksschule begann Linkenheil eine Ausbildung zum Katastergeometer. Nach seinem Militärdienst übte er den erlernten Beruf bei der Amtskörperschaft Oberndorf in Schramberg aus, später stieg er zum Oberamtsgeometer auf.
Nachdem er auf einer Kundgebung der Deutschen Staatspartei in Schramberg als Redner auftrat und dabei das NS-Regime kritisierte, wurde er am 22. März 1933 verhaftet und seine Wohnung durchsucht. Er wurde des Hochverrats beschuldigt und im Amtsgefängnis Oberndorf interniert. Am 30. März 1933 wurde er aus der Haft entlassen, unter der Auflage, sich nicht mehr politisch zu betätigen. Bereits am 3. April 1933 wurde er wieder verhaftet, erneut saß er in Oberndorf ein. Nach einer Woche wurde ins Lager Heuberg überführt, aber aufgrund eines Gallen- und Blasenleidens ins Schloss Kaltenstein bei Vaihingen an der Enz verlegt, wo sich ein Krankenhaus für sogenannte "Schutzhäftlinge" befand. Am 14. April 1933 kam er wieder frei.
Am 9. August 1933 wurde Linkenheil aufgrund des Gesetzes zur Wiederherstellung des Berufsbeamtentums aus seiner Tätigkeit als Oberamtsgeometer entlassen. Kurz darauf machte er auch als Geometer selbstständig, bis zu seinem Tod arbeitete er nunmehr im Rahmen von Werkverträgen.

## Politik
Linkenheim schloss sich zunächst der Freisinnigen Vereinigung an, 1909 wurde er in den Gemeinderat von Schramberg gewählt. 1910 trat er in die FVP über, 1918 in die DDP. In dieser Partei war er Vorsitzender der Ortsgruppe in Schramberg. 1919 wurde er in die Verfassunggebende Landesversammlung des Freien Volksstaats Württemberg gewählt, der er bis zu den Neuwahlen 1920 angehörte.